# Chabacano nyelv
A chabacano vagy chavacano nyelv, más néven Fülöp-szigeteki spanyol kreol (saját elnevezése chavacano) a Fülöp-szigetek Zamboanga, Basilan, Kabasalan, Siay, Margosatubig, Ipil, Malangas, Lapuyan, Buug, Tungawa, Alicia, Isabela, Lamitan, Maluso, Malamawi, Cotabato City, Mindanao; Cavite, Ternate, valamint a Manila melletti Ermita tartományaiban, továbbá Malajzia Sabah államában beszélt kreol nyelv, amely a spanyolból alakult ki a gyarmatosítás korszakában. Beszélőinek száma a 2000-es Fülöp-szigeteki népszámlálás szerint 607 200, és még kb. 12 000 használója van a Malajziai Sabahban.

## Története
A nyelv a spanyol gyarmatosítás korában a szigetekre betelepített spanyolok és mexikóiak zamboangai őslakossággal történő érintkezése során keletkezett. Elnevezése a spanyol chabacano, -na melléknévből ered, amelynek jelentése ’közönséges, vulgáris’, mivel a spanyolok fennhatóságuk idején a nyelvet a spanyol vulgáris változatának tartották. A chabacano szókincsének legnagyobb része a spanyolból származik, nyelvtanának kialakulásában azonban – minden minden kreol nyelv esetében – a helyi nyelvek (főként a tagalog) játszottak fontos szerepet.

## Írás és kiejtés
A chabacano nyelv lejegyzésére a spanyol ábécé használatos. A betűk hangértéke azonos a spanyol hangértékükkel. A k és w betűk csak az idegen vagy a helyi nyelvekből átvett szavakban fordulnak elő. A hangsúly jelölése nem kötelező érvényű.

## Nyelvtana
A kreol nyelvekhez hasonlóan a chabacano nyelvtana a spanyoléhoz képest rendkívül egyszerű, lényegében „ragozás nélküli spanyol”. A nyelvtani nem általában csak a személyeknél maradt fenn, a határozott névelő egyetlen alakja pedig (az eredetileg nőnemű főnevek előtt is) el. A főnevek többes számát a maga szócskával képzik, amely a többes számba teendő szó vagy névszói szerkezet előtt áll. Az igéknek csak egyetlen alakjuk van, amely a spanyol főnévi igenévből származik. A személyeket a személyes névmás ige után helyezésével, az igeidőket pedig segédszavakkal fejezik ki.

## Nyelvi példa
Az Emberi Jogok Egyetemes Nyilatkozata első cikkelye:
| Chabacano nyelven | Spanyolul | Magyarul |
| --- | --- | --- |
| Todo el maga ser humano nacé libre e igual en dignidad y maga derecho. Dotado con ellos el razón y conciencia y debé ellos comportá fraternalmente con el maga uno con el maga otro. | Todos los seres humanos nacen libres e iguales en dignidad y derechos. Dotados de razón y conciencia, deben comportarse fraternalmente los unos con los otros. | „Minden emberi lény szabadon születik, és egyenlő méltósága és joga van. Az emberek, ésszel és lelkiismerettel bírván, egymással szemben testvéri szellemben kell, hogy viseltessenek.” |